# 노퍽군 (매사추세츠주)

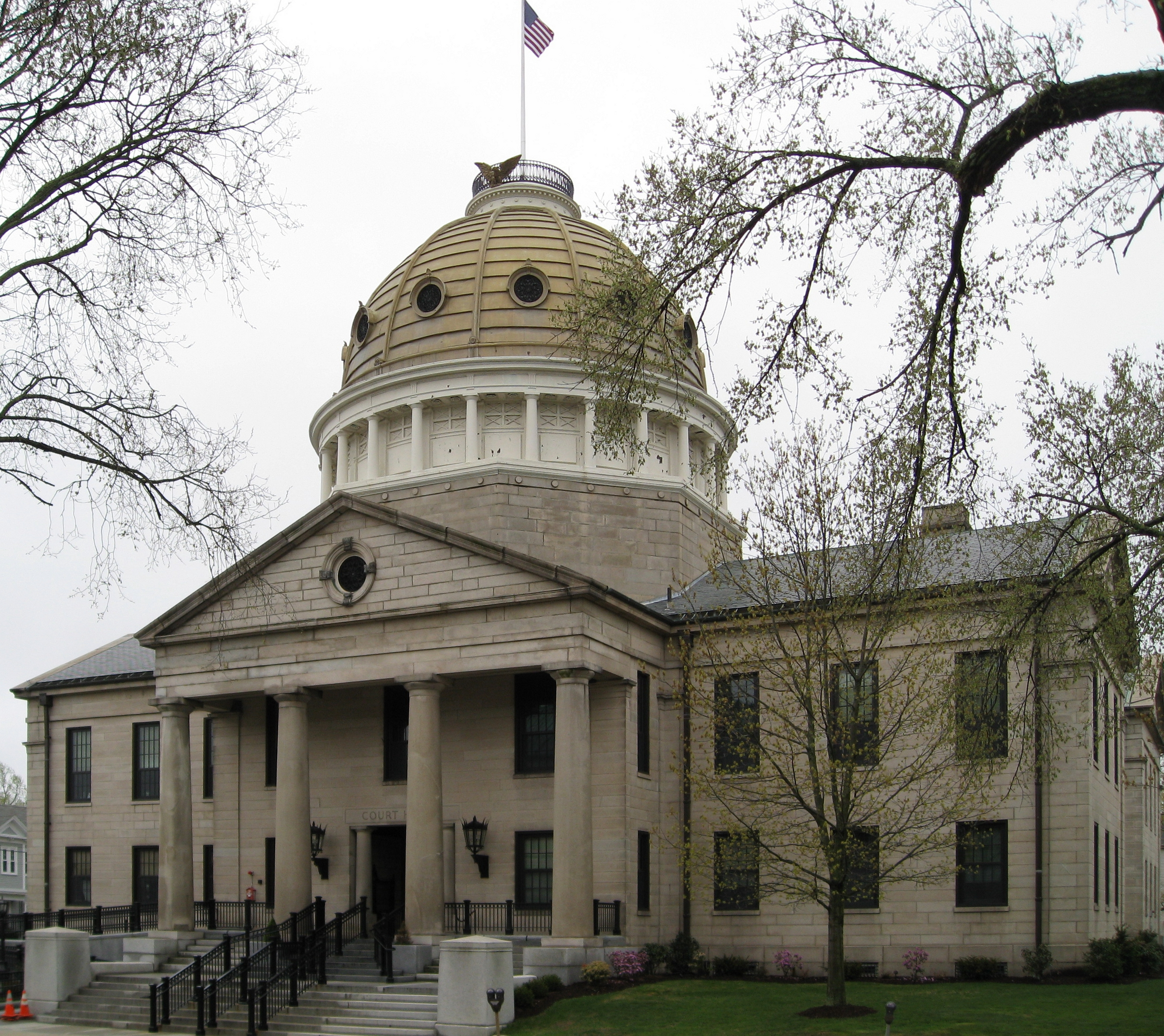

노퍽군 또는 노퍽 카운티(Norfolk County)는 미국 매사추세츠주 중부에 위치한 군이다. 2010년 기준으로 이 지역의 인구 수는 총 670,850명이다. 2019년 추산으로 이 지역의 총 인구 수는 706,775명이다. 카운티청 소재지는 데덤, 최대도시는 퀸시다. 영국의 노퍽주에서 이름을 따왔다. 북쪽으로 미들섹스군, 북동쪽으로 서퍽군, 남서쪽으로 브리스틀군, 남동쪽으로 플리머스군에 접한다.

## 인구
| 인구조사                                                      | 인구    | Note  | %±     |
| ------------------------------------------------------------- | ------- | ----- | ------ |
| 1800년                                                        | 27,216  |       | —      |
| 1810년                                                        | 31,245  |       | 14.8%  |
| 1820년                                                        | 36,471  |       | 16.7%  |
| 1830년                                                        | 41,972  |       | 15.1%  |
| 1840년                                                        | 53,140  |       | 26.6%  |
| 1850년                                                        | 78,892  |       | 48.5%  |
| 1860년                                                        | 109,950 |       | 39.4%  |
| 1870년                                                        | 89,443  |       | −18.7% |
| 1880년                                                        | 96,507  |       | 7.9%   |
| 1890년                                                        | 118,950 |       | 23.3%  |
| 1900년                                                        | 151,539 |       | 27.4%  |
| 1910년                                                        | 187,506 |       | 23.7%  |
| 1920년                                                        | 219,081 |       | 16.8%  |
| 1930년                                                        | 299,426 |       | 36.7%  |
| 1940년                                                        | 325,180 |       | 8.6%   |
| 1950년                                                        | 392,308 |       | 20.6%  |
| 1960년                                                        | 510,256 |       | 30.1%  |
| 1970년                                                        | 605,051 |       | 18.6%  |
| 1980년                                                        | 606,587 |       | 0.3%   |
| 1990년                                                        | 616,087 |       | 1.6%   |
| 2000년                                                        | 650,308 |       | 5.6%   |
| 2010년                                                        | 670,850 |       | 3.2%   |
| 2019 (추산)                                                   | 706,775 | [ 1 ] | 5.4%   |
| U.S. Decennial Census 1790-1960 1900-1990 1990-2000 2010-2019 |         |       |        |

## 출신 인물
- JFK: 브루클라인 출신